# Metatarso

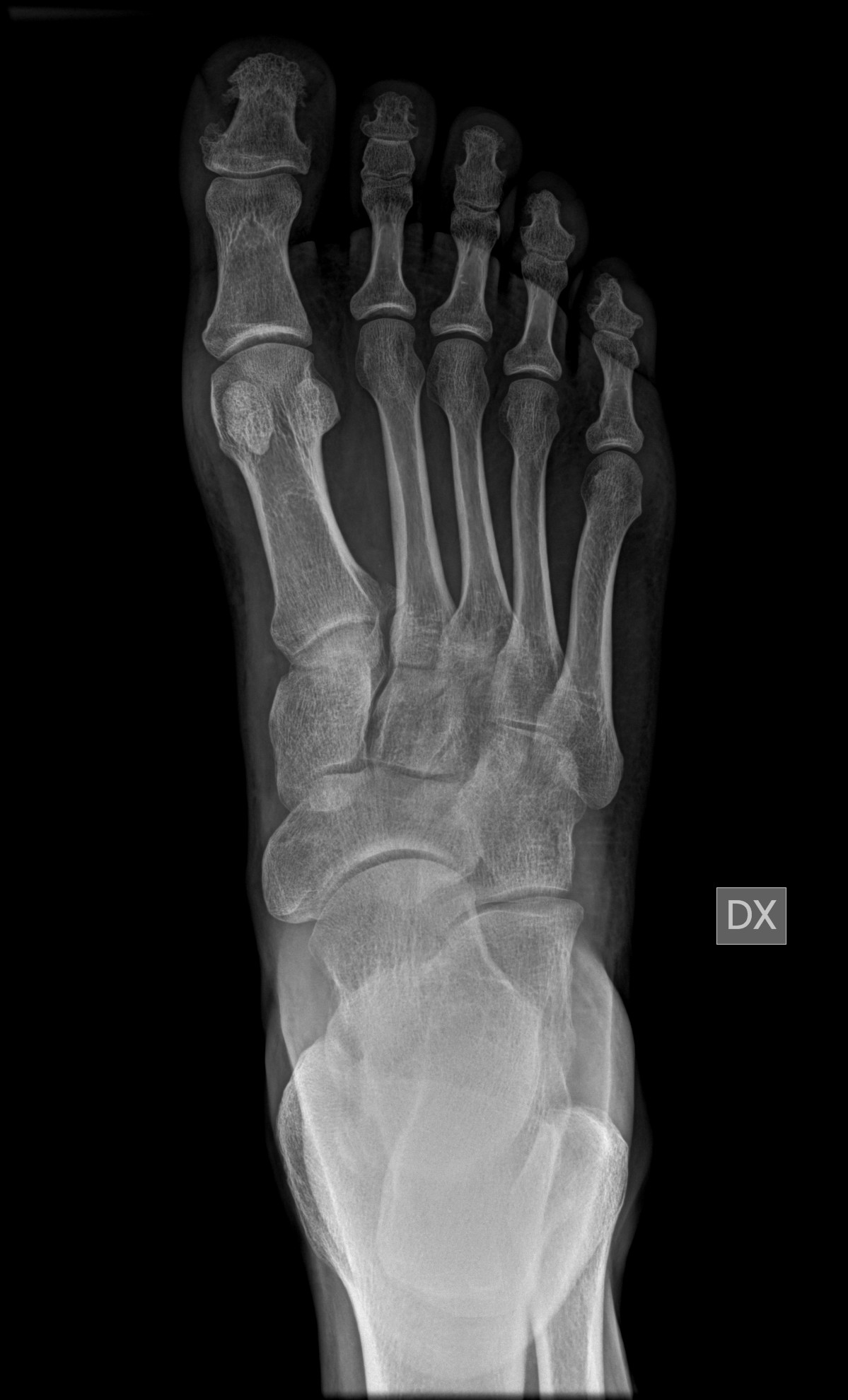
Radiografia metatarso

Em anatomia, denomina-se metatarso a parte mediana do pé, nos membros posteriores (ou extremidades inferiores, no ser humano) dos mamíferos e outros vertebrados. É formado pelos cinco ossos metatarsais, que articulam com o tarso pelas suas extremidades proximais e com as primeiras falanges pelas extremidades distais.
Esta secção do esqueleto é correspondente ao metacarpo dos membros anteriores (ou extremidades superiores, no ser humano) - as mãos.
Em muitos animais o número básico de cinco reduziu-se durante o processo evolutivo, como no caso dos ungulados. O caso extremo é o das aves em que todos os ossos do tarso e metatarso se fundiram num único osso, chamado tarsometatarso.
No homem e outros bípedes, o tarso faz parte da "planta" ou "sola" do pé, a parte que assenta no solo.